# Андрув
«Андрув» (чеш. Andrův stadion) — футбольный стадион в Оломоуце, домашняя арена футбольного клуба «Сигма». Вмещает 12 464 зрителя. Входит в число самых современных стадионов в Чехии и отвечает всем критериям УЕФА для проведения еврокубковых матчей и матчей сборных команд.

## История
Стадион был назван в честь оломоуцкого предпринимателя Йосефа Андера, который был большим поклонником футбола. По его инициативе, в 1938 году началось строительство нового футбольного стадиона в Оломоуце. Два года спустя был открыт стадион, вмещавший 20 000 зрителей, все места находились на одной большая железобетонной трибуне, которая однако вскоре была уничтожена немецкими войсками в конце Второй мировой войны, когда был взорван склад с боеприпасами, который находился как раз под этой трибуной. После окончания войны на её месте была построена временная деревянная трибуна, которая прослужила до 1976 года. В 1977 году была построена новая трибуна, более удобная и вместительная. В 1986 году началось строительство противоположной трибуны. Следующие крупные изменения были сделаны в 1998 году, когда на главной трибуне все места стали сидячими, была построена временная южная трибуна, и началось строительство северной, которое было завершено два года спустя. В 2009 году началось строительство новой южной трибуны. Трибуна была скопирована с северной, на ней, помимо 2 534 местам для зрителей (в том числе 460 мест для VIP персон), расположились 30 апартаментов, большое электронное табло и технические помещения клуба. Строительство было завершено в 2010 году. 

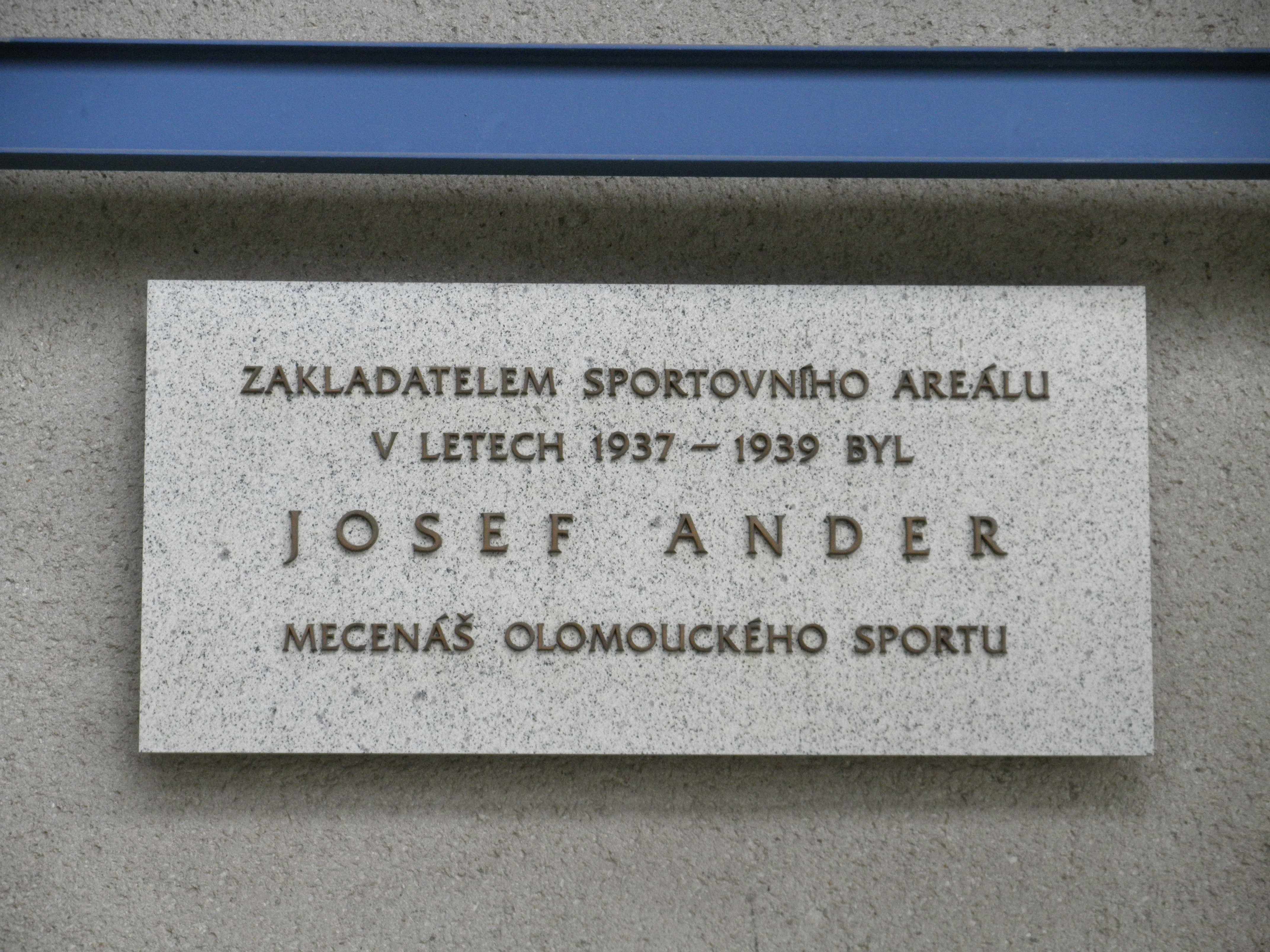
Мемориальная доска Йосефа Андера на стадионе.

## Прежние названия
В 1950 году, в основном по политическим мотивам, название стадиона изменилось на «Стадион Мира». Но только в 1993 году было из уважения к основателю стадиона Йосефу Андеру, изначальное название было возвращено.